# San Jon
San Jon falu az USA Új-Mexikó államában, Quay megyében. Lakosainak száma 195 fő (2020. április 1.).

## Népesség
A település népességének változása:
| Lakosok száma | 362  | 306  | 216  | 195  |
|               | 1950 | 2000 | 2010 | 2020 |